# Into the Unknown (Mercyful Fate)
Into the Unknown är ett album från 1996 av det danska heavy metal-bandet Mercyful Fate.

## Låtlista
1. "Lucifer" - 1:29
2. "The Uninvited Guest" - 4:14
3. "The Ghost of Change" - 5:41
4. "Listen to the Bell" - 3:57
5. "Fifteen Men (And a Bottle of Rum)" - 5:05
6. "Into the Unknown" - 6:34
7. "Under the Spell" - 4:42
8. "Deadtime" - 3:15
9. "Holy Water" - 4:32
10. "Kutulu (The Mad Arab Part Two)" - 5:17

## Medverkande
- King Diamond (sång)
- Hank Shermann (gitarr)
- Michael Denner (gitarr)
- Sharlee D'Angelo (bas)
- Bjarne T. Holm (trummor)